# Чирцев, Сергей Григорьевич
Чирцев Сергей Григорьевич (5 октября 1937, Иркутск — 19 апреля 2004) — советский и российский мотоспортсмен, автоспортсмен, спортивный судья, тренер. 11-кратный чемпион СССР, 10-кратный чемпион РСФСР по мотоспорту, 3-кратный чемпион Европы по многодневным гонкам, «Лучший гонщик Мира» 1699—1971 (FIM). Представитель ледового спидвея Удмуртии. Чемпион СССР по мотогонкам на ледяной дорожке. Заслуженный тренер РСФСР. Почётный гражданин города Ижевска.

## Биография
Родился в Иркутске 5 октября 1937 года. В 1961 году начал работать в отделе главного конструктора на «Ижмаше» (г. Ижевск). За 35 лет работы прошёл все ступени профессии — от слесаря-испытателя до инженера-испытателя спортивных мотоциклов в экстремальных условиях и соревнованиях. С 1963 по 1971 год Сергей Чирцев входил в сборную СССР по мотокроссу и многодневным мотоциклетным гонкам. В 1969 и 1971 Сергей Чирцев годах завоевал полный комплект медалей чемпионатов Европы и мира («Трофей наций») по многодневным мотоциклетным гонкам, за что Международная мотоциклетная федерация назвала Сергея Чирцева «Лучшим гонщиком мира».
Сергей Чирцев десятикратно становился чемпионом РСФСР по мотоспорту, а также становился чемпионом СССР по мотогонкам на ледяной дорожке 11 лет подряд. Также ему было присвоено звание «Заслуженный тренер РСФСР».
Сергей Чирцев способствовал развитию спортивной славы Ижевска и в 2002 году был удостоен звания «Почётный гражданин города Ижевска».
Умер 19 апреля 2004 года. Похоронен на Хохряковском кладбище в Завьяловском районе Удмуртии.

## Награды
- 11-кратный чемпион СССР по мотоспорту
- 10-кратный чемпион РСФСР по мотоспорту
- Чемпион СССР по мотогонкам на ледяной дорожке
- 3-кратный чемпион Европы по многодневным гонкам
- «Лучший гонщик мира» 1699—1971 (FIM).
- Почётный гражданин города Ижевска